# Omiodes odontosticta
Omiodes odontosticta là một loài bướm đêm thuộc họ Pyralidae. Nó được tìm thấy ở Lãnh thổ Bắc Úc và Queensland.
Sải cánh dài khoảng 30 mm.

## Hình ảnh

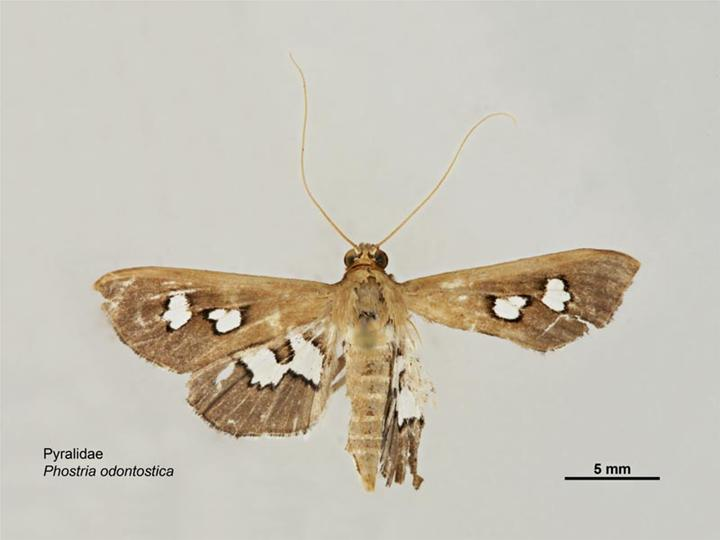
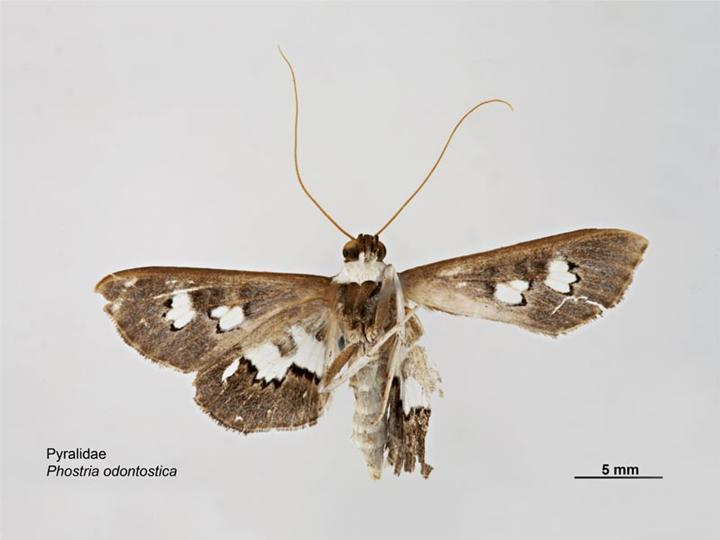